# Организационная идентификация

## Определения идентификации и организационной идентификации
Чейни и Томпкинс (1987) определяют идентификацию как "присвоение идентичности (1) как индивидуумом и рассматриваемым коллективом, (2) так и другими. Идентификация включает в себя: развитие и поддержание «самотождественности» или «сущности» индивида или группы перед лицом изменений и «внешних» элементов. Важные символические связи (поддерживаются посредством коммуникации.) имеют особенное значение для идентификации, поскольку идентификация является процессом, и природа конкретной идентификации индивида или группы с чем-нибудь постоянно изменяется(1987). Идентификация (в организациях или чем-то еще), это "- это активный процесс, посредством которого индивиды связывают себя с группами, существующими в социуме ". В то же время идентификации помогают нам идентификации помогают придать смысл окружающему миру, нашим мыслям, помогают принимать решения. (Cheney, 1983). Процесс идентификации происходит большей частью через язык, когда кто-нибудь выражает сходства или принадлежность к конкретной группе, включая организации (Cheney and Tompkins 1987, Cheney 1983)
Филипп Томпкинс одним из первых использовал понятие «организационная идентификация» и является одним из первопроходцев в изучении организационной коммуникации (Tompkins, 2005). Саймону (1947) также отдается должное за утверждение понятия организационной идентичности в теории и учебных процессах. Понятие организационной идентичности основывается на общей теории идентификации. После ряда исследований Чейни и Томпкинс уточнили определение понятия в отношении организаций (1987) следующим образом:
Организационная идентификация (ОИ) является одной из форм организационного управления и происходит, когда «лицо, принимающее решение идентифицирует себя с организацией и желает выбрать альтернативу, которая лучше всего представит интересы организации» (Cheney and Tompkins, 1987).
Другие авторы определили OИ как совпадение индивидуальных и организационных ценностей (Pratt, 1998), также, как восприятие единства и сопричастности с организацией. (Ashforth & Mael, 1989).
ОИ было исследовано как точка зрения индивида и классификация личности индивида в рамках организационного членства (Rousseau, 1998). Теория социальной идентичности объединила когнитивные элементы ОИ, описанные выше с помощью эмоциональных и оценочных компонентов. Например, эмоциональная привязанность, чувство гордости и другие положительные эмоции, которые вытекают из организационного членства, и были включены в практическую реализацию ОИ.
О’Рейли и Четмэн (1986) концептуализировали ОИ в рамках эмоциональных и мотивационных процессов. Они утверждали, что ОИ возникает из притяжения и желания сохранить эмоциональное удовлетворение, самостоятельно определяя отношения с организацией. Пожалуй, наиболее полное определение ОИ можно рассматривать как восприимчивые связи с организацией. Эти связи устанавливаются сотрудниками через различные когнитивные и эмоциональные процессы, которые осуществляются, когда сотрудники и организация (включая все его составляющие — коллеги, руководители) взаимодействуют. В то время как расширение ОИ помогает обнаружить дополнительные источники и процессы, через которые ОИ может быть установлена, она также усложняет разграничение между ОИ и другими конструкциями, а именно так называемую эмоциональную организационную поддержку — в психологических исследованиях ОИ.

## Измерение организационной идентификации
Чейни с соавторами разработали «классический» опросник организационной идентификации (1987) — OIQ, — который лег в основу многих других. Сравнительный анализ (см. Рикетта 2005) показывает, для каких целей они больше пригодны:
|                                                      | Cheney (1987) | Mael & Ashworth (1992) | Miller, Allen, Casey & Johnson (2000) | Edwards & Peccei (2007) |
| аффективные обязательства перед организацией         | X             |                        | XX                                    |                         |
| намерения сотрудников уйти из организации            | X             |                        | X                                     |                         |
| поведение нанятых вне привычных рабочих обязанностей |               | X                      |                                       |                         |

ОИ (Мэл и Эшворт 1992):
1. Когда кто-нибудь хвалит мою организацию, это как личный комплимент.
2. Когда кто-нибудь критикует мою организацию, я чувствую личное оскорбление.
3. Мне очень интересно, что другие думают о моей организации.
4. Когда я говорю о своей организации, я обычно говорю «мы», а не «они».
5. Успехи моей организации — это и мои успехи.
6. Если СМИ раскритикуют мою организацию, мне будет стыдно.

Миллер, Аллен, Кейси и Джонсон (2000) изменили опросник, выбрав 12 высказываний из 25 ранее предложенных авторами, чтобы увеличить надежность, внутреннюю согласованность и содержательность инструмента измерения.
Примеры высказываний (Миллер, Аллен, Кейси и Джонсон 2000):
Членство в организации:
1. Я горжусь тем, что работаю в «…» (Buchanan 1974).

Преданность:
1. Я бы описал(а) «…» как большую «семью», большинство членов которой разделяют чувство общности (Hall, Schneider, & Nygren 1970).
2. Я бы согласился(ась) строить свою карьеру до конца в «…» (Buchanan 1974).

Сходство:
1. Образ «…» в обществе хорошо характеризует и меня (Cheney 1982).
2. Я считаю, что мои ценности и ценности «…» очень похожи (Mowday et al. 1979, Porter & Smith 1970).

Эдвардс и Печчеи (2007) предложили трехфакторную модель ОИ, включающую:
1. самокатегоризацию Я как члена организации;
2. интеграцию целей и ценностей организации;
3. развитие эмоциональных обязательств, чувства сопричастности и членства в организации.

Каждый из этих факторов измеряется двумя высказываниями. Но по итогам эмпирических исследований оказалось, что теоретические факторы не очень отличаются друг от друга и могут быть описаны одним-единственным фактором. То есть эти три фактора коррелируют друг с другом.
Для практического измерения ОИ авторы предлагают агрегировать три измерения в одну общую шкалу ОИ:
1. Моя работа в этой организации — большая часть того, кем я себя считаю (самокатегоризация и ярлыки)
2. Я считаю себя представителем этой организации (самокатегоризация и ярлыки)
3. Для меня важно, какие ценности представляет эта организация (ценности и цели)
4. Я разделяю цели и ценности этой организации (ценности и цели)
5. Для меня важно мое членство в данной организации (чувство причастности и членство)
6. Я ощущаю тесные связи с этой организацией (чувство причастности и членство)

## Апроприации
Воспринимаемая организационная поддержка.
Одной из апроприаций, используемых ОИ является воспринимаемая организационная поддержка. То есть « в какой степени люди верят в то, что организация и их работодатели ценят вклад своих работников и заботятся об их благополучии»(Edwards & Peccei, 2010, p. 17). Эдвард и Печчеи (2010) утверждали, что когда организация проявляет заботу и заботиться о благополучие для своих сотрудников, тогда начинает развиваться тенденция проявления привязанность к организации и идентификации себя с ней.
Организационный престиж.
Ровно как воспринимаемая организационная поддержка, организационный престиж является апроприацией по отношению к ОИ. Если организация становится успешной, сотрудник с радостью идентифицирует себя с её репутацией и целями. (Bergami & Bagozzi, 2000; Mael & Ashforth, 1992) Стереотипы организации отражают её основные убеждения и задачи. Кроме того, эти стереотипы позволяют человеку косвенно идентифицировать себя с целями организации. Другими словами, человек отождествляет себя с организацией и идеалы организации становятся его собственными. (Bergami & Bagozzi, 2000). Как эти стереотипы становятся более отличными от других конкурирующих организаций, так настоящая компания, с которой идентифицирует себя работник, становится более образцовой. (Mael & Ashforth, 1992).
Идентичность.
Идентичность и идентификация — это «основополагающие конструкции в организационном феномене» и лежат в основе многих наблюдаемых организационных моделей поведения (Albert, Ashforth & Dutton, 2000). Идентичность и идентификация являются ядром в вопросах «кто я?» и «какова моя роль в этом мире?» (Albert, Ashforth & Dutton, 2000) Для того, чтобы понять идентификацию, индивидуум должен осознать идентичность (Ashforth, Harrison & Corley, 2008). Идентичность — это ответ на вопросы «кто я?» и «кто мы?», и предстает в научной литературе в трех различных контекстах: микро (теория социальной идентичности, теория само-категоризации), теория идентичности (структурированная идентичность или теория управляемой идентичности) и организационная идентичность (центральная, отличительные признаки организации). Корпоративная идентичность рассматривается в другом контексте, в котором также рассматривается идентичность. (Hatch & Schultz, 1997)
Социальная идентичность является «частью Я-концепции индивида, которая является производной от знания его принадлежности к социальной группе (или группам) вместе с ценностным и эмоциональным значением, прилагаемому к этому членству» (Tajfel quoted in Ashforth, Harrison & Corley, 2008). Теория идентичности отсылается к идее, что люди придают разный смысл и значение различным ролям, которые они играют в « сильно дифференцированных обществах» (Ashforth, et al., 2008). Эта теория исследует такие роли, как, например, профессия или групповое членство (как музыкант).
Организационная идентичность популярно определяется Альбертом и Уэттеном (1985) в качестве "центральной, отличительной и прочной характеристикой организации, " и состоит из трех основных компонентов: идейного, определяющего и феноменологического (Whetten, 2006). Организационная идентичность устанавливается через сообщение ценностей к внутренним и внешним заинтересованным сторонам (Aust, 2004). Организации устанавливают и сообщают идентичность для того, чтобы « управлять… тем, как организация повсеместно представлена» (Cheney and Christensen, 2001) .
Альберт, Эшворт и Даттон (2000) считают, что организации должны знать, кто или что они есть, чем они являются или не являются по отношению к другим лицам, и какие отношения между ними и другими организациями, для того, чтобы эта организация могла эффективно взаимодействовать с другими организациями в долгосрочной перспективе: «идентичность определяет организацию, группу и личность». Кроме того, организация должна иметь идентичность для того, чтобы её сотрудники могли идентифицировать себя с организацией, или для формирования организационной идентификации.
Как правило, организации определяют, чем они являются посредством утверждения ценностей и целей, и миссий и взглядов. Затем они обрамляют или структурируют большую часть своего общения с работниками и другими людьми вокруг этих ценностей и целей. Чем больше сотрудник может идентифицировать себя с этими сообщенными ценностями и целями, тем больше присутствует организационная идентификация. Организации увеличивают шансы организационной идентификации, передавая и повторяя ограниченный набор целей и ценностей, с которыми сотрудники не только идентифицируют себя, но и которыми они руководствуются, когда принимают решения. Организация должна иметь идентичность для того, чтобы её сотрудники идентифицировали себя с организацией, тем самым создавая условия для организационной идентификации.
Некоторые авторы не согласны, что идентичность постоянна. Напротив, она постоянно меняется и реагирует на окружение в современной организации (Whetten, 2006). В один период наблюдалось некоторое всеобщее смятение среди ученых (Whetten, 2006), но большинство по-прежнему согласны, что эта концепция достойна обсуждения.
Фирменный стиль отличается от организационной идентичности в том, что он больше связан с визуальной (графической идентичности) и в большей степени зависит от лидерства (Hatch & Schultz, 1997) . Организационную идентичность больше волнует внутренняя составляющая организации (отношения сотрудника к организации), а фирменный стиль имеет дело с внешней составляющей (маркетинга)(Edwards & Peccei, 2010).
Организация в целом и членство в ней служат важными факторами в создании ОИ (Edwards & Peccei, 2010) . На самом деле ван Дик, Грожен, Христ, и Вийзек (2006) объясняют, что через социальные идентичности, индивиды идентифицируют себя со своей организацией и утверждают её цели и видение, как свои собственные. Следовательно, сотрудники чувствуют себя более удовлетворенными, когда цели и потребности организации удовлетворяются. Кроме того, ощущение справедливости служит ключевым компонентом в идентификации индивида с организацией. Другими словами, если не видно справедливости в отношениях между организацией и сотрудниками, то, сотрудник будет негативно относиться в организации (Edwards & Peccei, 2010).
Организационная коммуникация.
Если организация имеет открытую организационную связь, она будет служить в качестве эффективного метода, чтобы дать своим сотрудникам информацию, необходимую для идентификации (Bartels, Peters, de Jong, Pruyn, & van der Molen, 2010). Различные виды связи, такие как горизонтальная и вертикальная коммуникации просто необходимы для обеспечения ОИ. Горизонтальная связь описывается как коммуникация, которая осуществляется через беседы со сверстниками и другими отделами равными по значимости в организации. Вертикальные связи осуществляются связь сверху вниз, когда руководители и другие менеджеры обращаются к своим подчиненным (Bartels et al., 2010). В то время как обе формы связи необходимы для идентификации со своей компанией, вертикальные связи в большей степени связаны с ОИ, в то время как горизонтальные связи поддерживают идентификацию в пределах отдела, филиала, или сектора компании.
Индивидуальные различия.
Кроме того, психология индивидуального различия объясняет, как индивидуальные различия способствуют высокой ОИ, особенно они необходимы для автономии и самореализации в организации(Hall, Schneider, & Nygren, 1970). Холл и др. (1970) утверждали, что индивиды, которые испытывают ОИ с более высокой интенсивностью из-за их работы, принимают похвалу на свой счет; следовательно, они более склонны идентифицировать себя с теми профессиями и организацией, которые их представляют. Другими словами, люди ценят особенные организационные цели-как обслуживание, автономию и т. д. и ищут компании, которые имеют цели и ценности наиболее совпадающие с их собственными. Если люди находят высокий уровень конгруэнтности между личными и организационными целями и ценностями, они, скорее всего довольно быстро идентифицируют себя с этой организацией.

## Последствия
Позитивные последствия
Несмотря на то, что О. И. представляет собой когнитивно основанное явление, многие из последствий О. И., которые исследуются в психологии основаны на поведении. Все же О. И. ведет к определенным моделям поведения и действий в ответ на восприятие единства с организации. Например, Орилли и Чатмэн (1986) обнаружили, что О. И. положительно связана с намерением остаться с организацией, снижением текучести кадров, стажем работы и экстра-ролевых моделей поведения, или "действия, которые обусловлены не напрямую должностными инструкциями, а те действия, которые приносят пользу компании "(стр. 493). Кроме того, ван Дик, Грожин, Христ, и Вайсек (2006) обнаружили, что причинно-следственная связь между экстра-ролевыми поведениями и О. И. расширены до уровня команды также, как оценки клиентов. Бартельс, Питерс, де Джони, Прайн, и ван дер Молен (2010) также обнаружили, что люди с высоким О. И. имели большую удовлетворенность работой, кооперативным поведением.
Отрицательные последствия
Несмотря на то, О. И. готовит почву для экстра-ролевых поведений, способствует снижению текучести кадров и увеличению производительности работы, также она может негативно влиять на другие аспекты рабочего поведения. Например, Ампфресс, Бингхэм, и Митчелл (2010) утверждали, что люди, которые имеют высокую степень О. И. могут действовать неэтично от имени организации. Это явление было названо неэтичное про-организационное поведение. Неэтичное поведение может происходить, когда работник преувеличивает информацию, или бездействует, или, когда работник скрывает информацию.
Столь неэтичное поведение может быть вызвано тем, что сотрудники " участвовали в действиях, которые благоприятствуют организации, выбрав при этом неуважительные личные моральные нормы " (Umphress, et al., 2010, p. 770). Поскольку О. И. может способствовать неэтичному поведению, неэтичное про-организационное поведение наблюдалось только, когда сотрудники имели положительные взаимные убеждения по отношению к организации (то есть они считали, что они были в равноправных отношениях с организацией).

## Организационная идентичностьи идентификация, управление
Вопросы управления можно найти почти в каждой деятельности на большинстве уровней организационной жизни (Larson and Tompkins, 2005). Организации могут осуществлять простой контроль (прямой, авторитетный), технологический контроль, и бюрократический контроль (с помощью правил). Наиболее мощными формами контроля в организации могут быть те формы, которые являются наименее очевидным или « те, которые являются» полностью незаметным «, что» управляют познавательные помещения, лежащие в основе действия "" (Perrow 1979 quoted in Larson and Tompkins, 2005).
Баркер называет контроль, описанный выше «согласованный контроль». Он считает, что это в значительной степени является результатом самоуправления команды, которая основывает решения на выработке общих ценностей и высоком уровне координации самими членами команды (1993). Согласованный контроль, даже если работник направлен, на самом деле увеличивает общее количество контроля в организационной системе, потому что каждый работник наблюдает и поправляет других (Tompkins, 2005), что предпочтительнее, чем если бы один менеджер, наблюдал и направлял поведение многих.
Одной хитрой, почти полностью ненавязчивой формой контроля является попытка организации по регулированию личности работника и идентификации. Альвессон и Уильмотт (2001) изучили, как сотрудник регулируются внутри организации, что их само изображения и представления о рабочих процессах строятся с целями и задачами управления. Регулирование идентичности является " преднамеренными последствиями социальных практик от процессов конструирования идентичности и реконструкции " (Alvesson and Willmott, 2001) . Авторы полагают, что когда организация и её правила, процедуры, в частности, в области подготовки кадров и продвижения по службе, становятся " важным источником идентификации для физических лиц " организационная идентичность, то в основе становится "(само-) идентичность работы " этого лица (Alvesson and Willmott, 2001).
Пратт (2000) говорит о сильных организационных ценностях или культуре, а также о влияние сильной культуры на идентификацию и приверженность. Сильные значения могут выступать в качестве механизмов социального контроля, могут держать вместе группы работников, которые не совмещены, и могут обеспечить приверженность сотрудников в рабочей среде, где "гарантии занятости больше не служит в качестве краеугольного камня психологического контракта на рабочем месте "(Kanter quoted in Pratt, 2000).
Организации могут управлять организационной идентификацией, управляя тем, как люди формируют личные ценности и идентичности, и как эти ценности заставляют их сближать отношения внутри и вне работы (Pratt, 2000). Организации могут сделать это, заставляю людей подвергнуть сомнению их «старые» значения против новых, лучших ценностей и мечты, предлагаемых компанией.